# You’re So Vain
«You’re So Vain» (с англ. — «Ты такой тщеславный») — песня американской поп-певицы Карли Саймон, включённая в её третий студийный альбом No Secrets и выпущенная записывающей компанией Elektra Records синглом в декабре 1972 года.
Сингл «You’re So Vain» возглавил Billboard Hot 100 и оставался на первом месте в течение трёх недель (две недели он провёл и на вершине чарта Hot Adult Contemporary), став первым чарттоппером певицы. Песня, обеспечившая Карли Саймон номинацию «Грэмми» в категории Лучшее женское вокальное поп-исполнение, способствовала и её «прорыву» на британском рынке: сингл поднялся до #3 в UK Singles Chart.
Британский журнал New Musical Express включил данную композицию в свой список «500 величайших песен всех времён», разместив её на 415-й позиции.

## История песни
«You’re So Vain» представляет собой песню-загадку: это выполненный в крайне язвительном ключе портрет одного из «звёздных» любовников певицы, имя которого оставлено неизвестным. В рефрене певица обращается к герою песни со словами: «Ты такой тщеславный, что наверное думаешь, что эта песня о тебе… Так ведь?» (англ. You're so vain, you probably think this song is about you... Don't you? Don't you?)
О том, кто мог оказаться мишенью для этой сатирической зарисовки, в течение многих лет ходили многочисленные слухи, умело дирижировавшиеся самой певицей, то и дело подбрасывавшей для прессы «ключи к разгадке».

### Поиск героя
Персонаж, являющийся на пати «словно на собственную яхту», имел ряд характерных «опознавательных» черт: на нём — шарф абрикосового цвета и шляпа, надвинутая на один глаз. Известно также, что он ездил на скачки в Саратогу (где его «лошадь, естественно, пришла первой»), специально вылетал на собственном самолёте Lear, чтобы пронаблюдать за полным солнечным затмением в Новую Шотландию.
Пищу для размышлений давало и заключительное четверостишие: «Что ж, ты всегда там, где и должен быть. А когда тебя нет там — ты или с каким-нибудь тайным агентом, или с женой близкого друга» (англ. Well, you're where you should be all the time. And when you're not, you're with some underworld spy or the wife of a close friend...)
В списке претендентов на роль главного героя песни одним из первых назывался Уоррен Битти. Более того, в интервью 1989 года Саймон даже призналась, что это так, хоть и «лишь отчасти». Саймон вспоминала, что актёр даже позвонил ей, чтобы поблагодарить за такой «подарок». В интервью 2007 года сам Битти заявил: «По правде говоря, песня была обо мне».
Однако более вероятным претендентом долгое время считался Мик Джеггер, который исполнил в песне «скрытую» партию бэк-вокала (не будучи кредитован). Саймон в интервью Washington Post 1993 года утверждала, что песня не о Джеггере, но известно при этом, что Анджела Боуи в книге «Backstage Passes» (1993) выражала уверенность в том, что «жена близкого друга», упоминающаяся в последнем куплете, — это именно она.
В феврале 2010 года Карли Саймон заявила в интервью журналу Uncut, что имя героя песни было произнесено ею шёпотом и записано задом наперёд в новой версии «You’re So Vain», и что это и есть её «разгадка». Представитель певицы вскоре подтвердил, что имя, произнесённое шепотом — «David». Возникли предположения, что речь идёт о Дэвиде Геффене, и что песня была мотивирована ревностью к боссу Elektra, который уделял в начале 1970-х годов больше внимания Джони Митчелл, записывавшейся на этом же лейбле. Уже на следующий день, однако, бывший муж Саймон, Джим Харт заявил, что песня — точно не о Геффене, что подтвердил и издатель певицы, заметивший, что «другой Дэвид так или иначе имеет отношение к песне». Кроме того, журнал Vanity Fair выступил с заявлением о том, что помимо имени «Дэвид» прослушивается (записанный шёпотом, наоборот) ещё и «Уоррен».
После того, как Саймон, в ходе тщательно отрежиссированной «церемонии» (с нашёптыванием на ухо «избранному» конфиданту - Дику Эберсолу, президенту NBS Sport) назвала в качестве «ключиков» к разгадке три буквы, присутствующие в имени загадочного героя — A, E и R — все тут же вспомнили, что незадолго до появления песни она вышла замуж за Джеймса Тейлора. Певица, однако, тут же заявила, что он определённо не имеет к песне отношения. Зато — призналась («в шутку», как вскоре выяснилось) USA Today, что обладатель имени с тремя упомянутыми буквами — Марк Фелт (англ. Mark Felt), скандально знаменитый в начале 1970-х годов «источник утечки» информации, связанной с Уотергейтом. Наконец, всплыл и давний вариант с Дэвидом Боуи: вспомнили о его «среднем» имени (Роберт), где присутствует «r». Помимо упомянутых звёзд, в течение почти четырёх десятилетий в числе кандидатов на роль героя песни прессой упоминались Крис Кристоферсон, Дэвид Кэссиди и Кэт Стивенс.

## Издания
Песня была перевыпущена в США и в 1991 году (в связи с использованием её в рекламном ролике Dunlop Tyres); она вошла в чарт Billboard Hot 100 повторно, поднявшись до #41.

## Видео
- You’re So Vain: видеоклип Бретта Бисоньо, победившем в конкурсе, проведённой самой Карли Саймон, на лучший клип к песне. (См. также церемонию, на которой был объявлен победитель.)

## Интересные факты
- В альбоме "Born Villain" группы "Marilyn Manson" в качестве бонус-трека присутствует кавер-версия "You're So Vain", в которой ударную партию исполнил Джонни Депп.[16]
- В 1990 году группа Faster Pussycat записали кавер-версию "You're So Vain" для компиляции "Rubáiyát: Elektra's 40th Anniversary". Песня так же была включена в EP группы под названием "Belted, Buckled and Booted"
- В 12 серии 2 сезона сериала Части тела эта песня звучала в момент альтернативной смерти героини.

## Чарты
| Чарт (1972–1973)                    | Высшая позиция |
| ----------------------------------- | -------------- |
| Australia (Kent Music Report)       | 1              |
| Belgium (Ultratop 50 Flanders)      | 5              |
| Канада (RPM Top Singles)            | 1              |
| Канада (RPM Adult Contemporary)     | 1              |
| Germany (Official German Charts)    | 8              |
| Ирландия (IRMA)                     | 4              |
| Netherlands (Single Top 100)        | 7              |
| New Zealand (Listener)              | 1              |
| South Africa (Springbok Radio)      | 4              |
| UK Singles (Official Chart Company) | 3              |
| США (Billboard Hot 100)             | 1              |
| США (Billboard Adult Contemporary)  | 1              |

| Чарт (1973)                   | Позиция |
| ----------------------------- | ------- |
| Australia (Kent Music Report) | 3       |
| Canada Top Singles (RPM)      | 8       |
| US Billboard Hot 100          | 9       |
| US Cash Box Top 100           | 7       |

| Chart (1958-2018)    | Position |
| -------------------- | -------- |
| US Billboard Hot 100 | 92       |

## Сертификации
| Регион | Сертификация | Продажи    |
| --- | ------------ | ---------- |
| Великобритания (BPI) | Платиновый   | 600 000    |
| США (RIAA) | Золотой      | 1 000 000^ |
| ^ Данные о тиражах приведены только на основе сертификации. · Данные о продажах + прослушиваниях приведены только на основе сертификации. |              |            |

## Награды
Grammy Awards
| Год  | Номинируемая работа | Категория                          | Результат |
| ---- | ------------------- | ---------------------------------- | --------- |
| 1974 | "You're So Vain"    | Record of the Year                 | Номинация |
| 1974 | "You're So Vain"    | Song of the Year                   | Номинация |
| 1974 | "You're So Vain"    | Best Pop Vocal Performance, Female | Номинация |
| 2004 | "You're So Vain"    | Grammy Hall of Fame Award          | Inducted  |